# Yulián Mejía
Jonathan Yulián Mejía Chaverra (Medellín, 28 luglio 1990) è un ex calciatore colombiano, di ruolo centrocampista.